# Флуг, Гебхард Карлович
Гебхард Карлович Флуг, Пфлуг (нем. Pflugk) — кавалерийский генерал русской службы; участник Северной войны.

## Биография
Представитель богемского дворянского рода.
Поступил на русскую военную службу в 1703 году, 28 июня направлен Военным приказом в распоряжение генерал-фельдмаршала Б. П. Шереметева, который назначил его командиром одного из пехотных полков, стоявших в районе Санкт-Петербурга. В том же году участвовал в походе против шведского генерала А. Крониорта, в конце 1703 года назначен на должность командира драгунского полка (позже — Сибирский драгунский полк).
Участвовал в осаде Нарвы (1704), с 1705 года — генерал-майор, сражался при Калише (1706). Вскоре попал в плен польскому «партизану» Смигельскому, который после конфликта с Августом II перешел на русскую службу в чине генерал-майора, но затем переметнулся обратно к Карлу XII и взял в плен несколько гостивших у него русских офицеров во главе с Флугом. Флуг сумел бежать и пробраться в Бреслау в Силезии.
В 1708 году — уже генерал-поручик от кавалерии, сражался при Головчине, Добром и Лесной.
В 1711—1714 годах командовал драгунской дивизией в Прибалтике, затем в Померании.